# گینسوایلر
گینسوایلر (به آلمانی: Ginsweiler) یک شهر در آلمان است که در Lauterecken-Wolfstein واقع شده‌است. گینسوایلر ۳۳۵ نفر جمعیت دارد.